# Platána (Eubée)
Platána, en grec moderne : Πλατάνα, ou Káto Potamía (Κάτω Ποταμία), jusqu'en 1966, est un village du dème de Kými-Alivéri, sur l'île d'Eubée, en Grèce.
Selon le recensement de 2011, la population de Platána compte 384 habitants.